# Kairo Mitchell
Kairo Ellis Mitchell (Leicester, 21 ottobre 1997) è un calciatore grenadino con cittadinanza britannica, attaccante del Rochdale e della nazionale grenadina.

## Carriera

### Club
Ha giocato con vari club tra la quinta e la settima divisione inglese.

### Nazionale
Ha esordito in nazionale nel 2017; nel 2021 ha partecipato alla CONCACAF Gold Cup.

## Statistiche

### Cronologia presenze e reti in nazionale
| Cronologia completa delle presenze e delle reti in nazionale ― Grenada | Cronologia completa delle presenze e delle reti in nazionale ― Grenada | Cronologia completa delle presenze e delle reti in nazionale ― Grenada | Cronologia completa delle presenze e delle reti in nazionale ― Grenada | Cronologia completa delle presenze e delle reti in nazionale ― Grenada | Cronologia completa delle presenze e delle reti in nazionale ― Grenada | Cronologia completa delle presenze e delle reti in nazionale ― Grenada | Cronologia completa delle presenze e delle reti in nazionale ― Grenada |
| Data                                                                   | Città                                                                  | In casa                                                                | Risultato                                                              | Ospiti                                                                 | Competizione                                                           | Reti                                                                   | Note                                                                   |
| ---------------------------------------------------------------------- | ---------------------------------------------------------------------- | ---------------------------------------------------------------------- | ---------------------------------------------------------------------- | ---------------------------------------------------------------------- | ---------------------------------------------------------------------- | ---------------------------------------------------------------------- | ---------------------------------------------------------------------- |
| 25-10-2017                                                             | Saint George's                                                         | Grenada                                                                | 0 – 5                                                                  | Panama                                                                 | Amichevole                                                             | -                                                                      | 25’                                                                    |
| 12-11-2017                                                             | Port of Spain                                                          | Trinidad e Tobago                                                      | 2 – 2                                                                  | Grenada                                                                | Amichevole                                                             | -                                                                      | 76’                                                                    |
| 23-3-2018                                                              | Belmopan                                                               | Belize                                                                 | 4 – 2                                                                  | Grenada                                                                | Amichevole                                                             | 1                                                                      |                                                                        |
| 11-9-2018                                                              | Willemstad                                                             | Curaçao                                                                | 10 – 0                                                                 | Grenada                                                                | CONCACAF Nations League 2019-2020 - Qualificazioni                     | -                                                                      | 34’                                                                    |
| 13-10-2018                                                             | Saint George's                                                         | Grenada                                                                | 0 – 2                                                                  | Cuba                                                                   | CONCACAF Nations League 2019-2020 - Qualificazioni                     | -                                                                      |                                                                        |
| 6-9-2019                                                               | Saint George's                                                         | Grenada                                                                | 2 – 1                                                                  | Saint Kitts e Nevis                                                    | CONCACAF Nations League 2019-2020 - Fase a gironi                      | 1                                                                      |                                                                        |
| 9-9-2019                                                               | Belmopan                                                               | Belize                                                                 | 1 – 2                                                                  | Grenada                                                                | CONCACAF Nations League 2019-2020 - Fase a gironi                      | -                                                                      |                                                                        |
| 11-10-2019                                                             | Caienna                                                                | Guyana francese                                                        | 0 – 0                                                                  | Grenada                                                                | CONCACAF Nations League 2019-2020 - Fase a gironi                      | -                                                                      |                                                                        |
| 14-10-2019                                                             | Saint George's                                                         | Grenada                                                                | 1 – 0                                                                  | Guyana francese                                                        | CONCACAF Nations League 2019-2020 - Fase a gironi                      | -                                                                      |                                                                        |
| 14-11-2019                                                             | Basseterre                                                             | Saint Kitts e Nevis                                                    | 0 – 0                                                                  | Grenada                                                                | CONCACAF Nations League 2019-2020 - Fase a gironi                      | -                                                                      |                                                                        |
| 26-3-2021                                                              | San Salvador                                                           | El Salvador                                                            | 2 – 0                                                                  | Grenada                                                                | Qual. Mondiali 2022                                                    | -                                                                      |                                                                        |
| 4-6-2021                                                               | North Sound                                                            | Antigua e Barbuda                                                      | 1 – 0                                                                  | Grenada                                                                | Qual. Mondiali 2022                                                    | -                                                                      | 72’ 78’                                                                |
| 9-6-2021                                                               | Saint George's                                                         | Grenada                                                                | 1 – 2                                                                  | Montserrat                                                             | Qual. Mondiali 2022                                                    | -                                                                      | 57’ 63’                                                                |
| 23-3-2022                                                              | Gibilterra                                                             | Gibilterra                                                             | 0 – 0                                                                  | Grenada                                                                | Amichevole                                                             | -                                                                      | 64’                                                                    |
| 28-3-2022                                                              | Andorra La Vella                                                       | Andorra                                                                | 1 – 0                                                                  | Grenada                                                                | Amichevole                                                             | -                                                                      |                                                                        |
| 25-3-2023                                                              | Saint George's                                                         | Grenada                                                                | 1 – 7                                                                  | Stati Uniti                                                            | CONCACAF Nations League 2022-2023 - 1º Turno                           | -                                                                      | 68’                                                                    |
| 18-6-2023                                                              | Fort Lauderdale                                                        | Guyana                                                                 | 1 – 1 (6 - 4 dtr)                                                      | Grenada                                                                | Qual. Gold Cup 2023                                                    | 1                                                                      |                                                                        |
| 12-10-2023                                                             | Saint George's                                                         | Grenada                                                                | 1 – 4                                                                  | Giamaica                                                               | CONCACAF Nations League 2023-2024 - 1º turno                           | -                                                                      | 68’                                                                    |
| 15-10-2023                                                             | Paramaribo                                                             | Suriname                                                               | 4 – 0                                                                  | Grenada                                                                | CONCACAF Nations League 2023-2024 - 1º turno                           | -                                                                      | 46’                                                                    |
| Totale                                                                 |                                                                        | Presenze                                                               | 19                                                                     |                                                                        | Reti                                                                   | 3                                                                      |                                                                        |

## Palmarès

### Club

#### Competizioni regionali
- Leicestershire and Rutland Challenge Cup: 1

Coalville Town: 2018-2019